# Tatort: Kainsmale
Kainsmale ist ein deutscher Fernsehkrimi von Erwin Keusch aus dem Jahr 1992. Er entstand als 262. Folge der Kriminalreihe Tatort und ist der vierte mit Miroslav Nemec und Udo Wachtveitl als Münchener Ermittler Batic und Leitmayr.

## Handlung
Ivo Batic hat Besuch von seinen Tanten aus Zagreb erhalten und geht mit der Familie, Franz Leitmayr und dessen Freundin Susanne picknicken am Fluss. Es kommt wegen einer Kleinigkeit zum Streit zwischen Leitmayr und Susanne, und die junge Frau geht verärgert. Sie findet Trost beim Bauarbeiter Burkhard, genannt Bulli, den sie mit nach Hause nimmt und mit dem sie die Nacht verbringt. Bulli war mit seinen Kollegen Hannes Gilhoff und Bernd Heise am Fluss und hatte sich mit Bernd gestritten. Bernd und Hannes fahren allein davon. Hannes bringt den betrunkenen Bernd dazu, aus dem Wagen auszusteigen und mit geschlossenen Augen auf der Straße langzugehen, um zu beweisen, dass er zum Fahren nicht zu betrunken ist. Bernd beginnt zu gehen und Hannes überfährt ihn eiskalt. Er weiß nicht, dass eine Prostituierte die Szene beobachtet hat.
Am nächsten Morgen wird Bernds Leiche gefunden. Schnell erkennen Batic und Leitmayr, dass es sich um einen Mord handeln muss. Sie erfahren, dass der Ostdeutsche Bernd trotz Doktortitel in Philosophie als Zeitarbeiter auf dem Bau in München tätig war. Auf der Baustelle hat unterdessen Bulli vergeblich nach Bernd gesucht und ist erschüttert, als er von Leitmayr vom Tod seines besten Freundes erfährt. Bulli durchsucht Bernds Koffer, an dem sich zuvor bereits Hannes zu schaffen gemacht hatte, der jedoch den Code für das Zahlenschloss nicht kannte. Im Koffer findet Bulli einen Umschlag mit Dokumenten, aus denen hervorgeht, dass der Leiter der Baustelle Klaus Bräuninger früher als Hans-Georg Müller einen bedeutenden Posten bei der Stasi innegehabt hat. Bulli begibt sich zu Susanne und erzählt ihr, dass er wisse, wer Bernd umgebracht hat. Er sagt es ihr jedoch nicht, als sie deutlich macht, dass sie ihr Wissen nicht für sich behalten würde. Als Leitmayr erscheint und sich als Susannes Freund vorstellt, flieht Bulli. Er geht zu Bräuninger ins Hotel und beschuldigt ihn, Bernd ermordet zu haben. Er ist so in Rage, dass er Bräuninger fast erwürgt. Plötzlich erscheint Hannes, dem Bulli die Bräuninger belastenden Unterlagen zeigt. Hannes zeigt sich erstaunt und bugsiert Bräuninger mit Bulli zum Wagen, angeblich um den Chef den Arbeitskollegen und damit seinem gerechten Urteil zuzuführen. Am Auto schlägt Hannes Bulli nieder.
Bei seiner Flucht aus Susannes Wohnung hatte Bulli seinen Schlüssel vergessen. Susanne bringt den Wagen am nächsten Tag zur Baustelle, doch ist Bulli nicht da. Bald wird eine Vermisstenanzeige aufgegeben. Die Ermittler finden Bullis Leiche und Susanne schwört, den Täter auf eigene Faust zu finden. Da deutlich wird, dass der Mörder auf der Baustelle zu finden ist, schleust sich Leitmayr als verdeckter Ermittler auf die Baustelle ein. Er versucht, Hannes’ Vertrauen zu gewinnen. Batic hat die Prostituierte ausfindig machen können, die den Mord an Bernd gesehen hat. Sie kann Angaben für ein Phantombild machen. Susanne ist unterdessen auf eigene Faust auf der Baustelle erschienen, lässt sich von Leitmayr nicht vertreiben und verabredet sich am Ende mit Hannes für den Abend. Als Leitmayr zurück in die Polizeistelle kommt, erkennt er auf dem Phantombild Hannes wieder. Unverzüglich bezieht er Posten vor Susannes Wohnung. Erst spät wird sie vollkommen betrunken von Hannes nach Hause gebracht. Sie ahnt nicht, dass Hannes in der Kneipe heimlich ihre Brieftasche durchsucht und dabei ein Foto von ihr und Leitmayr gefunden hat. Die Ermittler gehen jedoch davon aus, dass Hannes um die wahre Identität von Leitmayr weiß. Sie wiederum haben inzwischen herausgefunden, dass der wahre Hannes Gilhoff bereits 1986 verstorben ist, und der falsche Hannes in Wirklichkeit Günter Kowalski heißt. Er war bis 1990 bei der Stasi für die Planung terroristischer Anschläge in der BRD zuständig und arbeitete dabei eng mit Hans-Georg Müller zusammen.
Am nächsten Tag bewahrt Hannes Leitmayr vor einem Unfall auf der Baustelle. Am Abend gehen sie etwas trinken, und Leitmayr gesteht Hannes scheinbar betrunken, dass er ein Polizist ist. Er sei verzweifelt, weil Susanne wisse, wer Bernd getötet hat, habe sie doch von Bulli Unterlagen erhalten, gebe sie jedoch nicht raus. Hannes fährt noch am selben Tag mit Bräuninger zu Susanne, die in der Zwischenzeit von Batic instruiert und mit einem Sender ausgestattet wurde. Batic versteckt sich in der Wohnung, doch kann sich Susanne vor Hannes nicht lange verstellen. Er erkennt die Situation und bedroht Susanne mit einer Pistole. Er zwingt Batic, aus seinem Versteck zu kommen, und sperrt ihn im Badezimmer ein. Anschließend versucht er, mit Susanne als Geisel zu entkommen, wird jedoch vor dem Haus von der angerückten Polizei gestellt. Bei der Flucht zurück ins Haus wird er von Batic überwältigt, als er sich im Hausflur in die Tiefe stürzen will, da er mit dem „Kainsmal Stasi“ keine Zukunftsperspektive mehr zu haben glaubt. Hannes und Bräuninger werden abgeführt. Susanne und Leitmayr erkennen am Ende, dass sie nicht wieder zusammenkommen werden.

## Produktion
Die Dreharbeiten zu Kainsmale fanden unter dem Arbeitstitel Zeit ist Money unter anderem in München statt. Der Film erlebte am 20. September 1992 auf der ARD seine Fernsehpremiere und erreichte eine Einschaltquote von 38,3 Prozent (11,47 Millionen Zuschauer). Es war der vierte Fall der Ermittler Batic und Leitmayr. 

## Kritik
„‚Tatort‘ Marke Plattenbau: einfallslos“, urteilte die TV Spielfilm.